# 连云港经济技术开发区
连云港经济技术开发区是位于江苏省连云港市的国家级经济技术开发区，位於連雲港市區的地理中心，轄朝陽、中雲、猴嘴三個街道和台北、青口兩個鹽場。開發區政府駐地為連雲港經濟技術開發區黃河路43號。
连云港经济技术开发区重點發展新醫藥、新材料、新業態、高端裝備製造等主導產業，已建成全國最大的抗腫瘤藥物、抗肝類藥物生產基地，全國重要的現代中藥生產基地，全國最大的碳纖維生產基地，亞洲最大的風電裝備生產基地。高新技術產業產值佔規模以上工業總產值的比重達77.7%。2021年，地區生產總值增長8.2%；實際利用外資2.3億美元；工業應税銷售收入增長8.9%；規上工業總產值增長5.4%。

## 历史
中国大陆实行改革开放政策后，1984年，国务院批准，连云港市成为首批沿海开放城市，当年12月设立国家级连云港经济技术开发区。2019年8月26日成为中国（江苏）自由贸易试验区的一部分。
建區以來，開發區已經吸引了日本、韓國、法國、意大利、美國、澳大利亞以及中國台灣地區、中國香港地區等35個國家和地區的客商進區，建成了醫藥、紡織、電子、化工、食品、機械、建材等一批大中型企業，有4個國家重點高新技術企業，8個省級高新技術企業，9個在國內同行業排名第一的企業。已經形成了國家級開發區、省級高新技術產業開發區、出口加工區、國家級新醫藥產業基地、民營經濟園等接納各類項目進區的載體，成為連雲港市重要的經濟增長點、新亞歐大陸橋沿橋省份對外開放的重要窗口和沿橋國家來中國投資的熱點地區。是連雲港市外向型經濟的重要載體和建設國際性海濱城市的核心區域，是連雲港市優質資源最為集中的區域和精華所在，已有126平方公里規劃，36平方公里的青口鹽場已完成規劃編制，並預留為重大產業承載基地。